# 本番で〜す!
『本番で〜す!』（ほんばんで〜す）は、テレビ東京系列局で放送されていたバラエティ番組。製作局のテレビ東京では2007年4月14日放送開始、2009年3月28日放送終了。

## 概要
「劇団マンパワー」の楽屋を舞台にした、ゲストを交えて行われるワンシチュエーション・コメディ & 舞台裏トーク。舞台設定は、東京都世田谷区下北沢のオフオフシアターという劇場の楽屋。

## 出演者
祖母井 準
演 - 藤井隆
新人役者、27歳。脱サラして役者を目指す新人。オーディションを受けたら合格したので入った。まだ新人役者なので、大した役はもらっていない。また、一番の若手なので、付き人やパシリ的な事もやらされる。速水もこみちの同期を自称している。
横山 雅広
演 - 宮川大輔
「劇団マンパワー」座長、35歳。大学の演劇部仲間で「劇団マンパワー」を創立。しかし、座長のマンパワーが爆発。ワンマンになり、メンバーが抜けて人員はゼロになった。仕方なく一般からオーディションでメンバーを探し、現在に至る。下北沢のオフオフシアターという、100人位しか入らない小屋を定小屋にしている。偉そうな口を利くが、作品を作る能力はない。
神楽坂 悦子
演 - 箕輪はるか（ハリセンボン）
看板女優、24歳。資産家の娘でオーストラリアへ留学していたが、英語は全く話せない。女優が全員辞めてしまったので、必然的にヒロインをやっている。基本的にお金持ちの趣味の一環でやっているので、ハングリー精神はゼロ。
矢田 楓
演 - 近藤春菜（ハリセンボン）
演出家、33歳。座長の横山と劇団を支えてきた創立メンバー。寿退団したが、離婚してカムバック。細かいところにこだわりすぎて全体を見られないという、演出家としては致命的な欠陥を抱える。
ナレーター
演 - 安井絵里

## サブタイトル
この番組のサブタイトルは、ほとんどが何かしらのパロディである。
| 2007年   | 2007年                                                 | 2007年                                                                                |
| 放送日   | サブタイトル                                           | ゲスト                                                                                |
| -------- | ------------------------------------------------------ | ------------------------------------------------------------------------------------- |
| 4月14日  | 第1回 『イルカと喋れる少年』                           | - ゲスト - ココリコ - 舞台進行 - 若井おさむ                                           |
| 4月21日  | 第2回 『ミュージカル西遊記 2007』                      | - ゲスト - チュートリアル - 舞台進行 - 大西ライオン                                   |
| 4月28日  | 第3回 『新シンデレラ』                                 | - ゲスト - チュートリアル、宮迫博之                                                   |
| 5月5日   | 第4回 『新シンデレラ』                                 | - ゲスト - 宮迫博之 - 舞台進行 - ムーディ勝山                                         |
| 5月12日  | 第5回 『ルパ〜ン5世 〜じっちゃんの名にかけて〜』       | - ゲスト - 南海キャンディーズ - 舞台進行 - ハイキングウォーキング                     |
| 5月19日  | 第6回 『ルパ〜ン5世 〜じっちゃんの名にかけて〜 続編』  | - ゲスト - 南海キャンディーズ - 舞台進行 - ハイキングウォーキング                     |
| 5月26日  | 第7回 『爆笑シェイクスピア』                           | - ゲスト - 木村祐一 - 舞台進行 - チャド・イアン・マレーン                             |
| 6月2日   | 第8回 『華麗なる一族殺人事件』                         | - ゲスト - 友近 - 舞台進行 - ムーディ勝山                                             |
| 6月16日  | 第9回 『午後の狼たち』                                 | - ゲスト - FUJIWARA - 舞台進行 - カナリア                                             |
| 6月23日  | 第10回 『恋するシニガミ』                              | - ゲスト - 品川庄司 - 舞台進行 - アイパー滝沢                                         |
| 6月30日  | 第11回 『平成マンパワー維震軍』                        | - ゲスト - ケンドーコバヤシ - 舞台進行 - 久保田和靖                                   |
| 7月7日   | 第12回 『トークスペシャル1』                           | - ゲスト - FUJIWARA、品川庄司、ケンドーコバヤシ                                       |
| 7月14日  | 第13回 『モダン焼きタイムス』                          | - ゲスト - たむらけんじ - 舞台進行 - しまぞう                                         |
| 7月21日  | 第14回 『北の星から 〜2007不時着〜』                   | - ゲスト - 蛍原徹 - 舞台進行 - タカダ・コーポレーション                               |
| 7月28日  | 第15回 『ダイハード・オア・ダイ』                      | - ゲスト - 板尾創路、ヒッキー北風 - 舞台進行 - 大好物                                 |
| 8月4日   | 第16回 『トークスペシャル2』                           | - ゲスト - たむらけんじ、板尾創路                                                     |
| 8月11日  | 第17回 『夏女ヌメコ 〜アバンチュールはルックス次第〜』 | - ゲスト - 島田珠代 - 舞台進行 - 指圧野郎                                             |
| 8月18日  | 第18回 『夏休みスペシャル・しもきたゆうれい』          | - ゲスト - ココリコ、MEGUMI - 舞台進行 - 鎌鼬                                         |
| 8月18日  | 第18回 『新人オーディション』                          | - 入団希望者 - 藤崎マーケット、ふくろとじ、椿鬼奴、インポッシブル、レアレア           |
| 8月25日  | 第19回 『うっとおし伝説』                              | - ゲスト - 山崎邦正 - 舞台進行 - イシバシハザマ                                       |
| 9月1日   | 第20回 『星の王子サマ』                                | - ゲスト - ほんこん - 舞台進行 - ジャルジャル                                         |
| 9月8日   | 第21回 『トークスペシャル3』                           | - ゲスト - 島田珠代、山崎邦正、ほんこん - 入団希望者 - 平成ノブシコブシ               |
| 9月15日  | 第22回 『総集編』                                      | - 入団希望者 - ハイキングウォーキング                                                 |
| 9月22日  | 第23回 『クレーター・クレーマー』                      | - ゲスト - ブラックマヨネーズ - 舞台進行 - 天竺鼠 - 入団希望者 - スマイル             |
| 9月29日  | 第24回 『七人のラストSUMRAI』                          | - ゲスト - なだぎ武 - 舞台進行 - 天津 - 入団希望者 - ミルククラウン                   |
| 10月6日  | 第25回 『時をかけるメガネ』                            | - ゲスト - バッファロー吾郎 - 舞台進行 - マキシマムパーパーサム - 入団希望者 - 犬の心 |
| 10月13日 | 第26回 『トークスペシャル4』                           | - ゲスト - ブラックマヨネーズ、なだぎ武、バッファロー吾郎 - 入団希望者 - グランジ     |
| 10月20日 | 第27回 『ホームレスサラリーマン』                      | - ゲスト - 麒麟 - 舞台進行 - フルーツポンチ                                           |
| 10月27日 | 第28回 『猿軍団』                                      | - ゲスト - ペナルティ - 舞台進行 - 増谷キートン                                       |
| 11月3日  | 第29回 『それいけ!金田一コナン』                       | - ゲスト - 次長課長 - 舞台進行 - NON STYLE                                            |
| 11月10日 | 第30回 『トークスペシャル5』                           | - ゲスト - 麒麟、ペナルティ、次長課長                                                 |
| 11月17日 | 第31回 『仁義なき法事』                                | - ゲスト - メッセンジャー - 舞台進行 - エド・はるみ                                   |
| 11月24日 | 第32回 『女子アナ☆ブギ』                               | - ゲスト - フットボールアワー - 舞台進行 - シューレスジョー                           |
| 12月1日  | 第33回 『Shall We Dance? 2007』                        | - ゲスト - 森三中 - 舞台進行 - ガブ&ぴーち                                            |
| 12月8日  | 第34回 『トークスペシャル6』                           | - ゲスト - フットボールアワー、森三中                                                 |
| 12月16日 | 第35回 『本公演直前SP』                                | -                                                                                     |
| 12月22日 | 第36回 『本公演 地球（テラ）2007 75分SP』              | -                                                                                     |

| 2008年  | 2008年                                | 2008年                                            |
| 放送日  | サブタイトル                          | ゲスト                                            |
| ------- | ------------------------------------- | ------------------------------------------------- |
| 1月12日 | 第37回 『きんにく・ブート・キャンプ』 | - ゲスト - なかやまきんに君 - 舞台進行 - 若月     |
| 1月19日 | 第38回 『上海ハニー』                 | - ゲスト - アジアン - 舞台進行 - カラテカ         |
| 1月26日 | 第39回 『ちびはな子ちゃん』           | - ゲスト - 山田花子 - 舞台進行 - はんにゃ         |
| 2月2日  | 第40回 『トークスペシャル7』          | - ゲスト - なかやまきんに君、アジアン、山田花子   |
| 2月9日  | 第41回 『涙そうそうYO!』              | - ゲスト - ゴリ - 舞台進行 - アームストロング     |
| 2月16日 | 第42回 『24ぐらい』                   | - ゲスト - 世界のナベアツ - 舞台進行 - 天狗       |
| 2月23日 | 第42回 『大阪エレジー』               | - ゲスト - 中川家 - 舞台進行 - ガリガリガリクソン |

## スタッフ
- 構成 - 長谷川朝二、遠藤敬、岸本浩二
- カメラ - 神尾淳
- 音声 - 玉城喜彦
- 美術 - 佐藤研英
- タイトルデザイン - 上田大樹
- MA - 伊藤慎吾
- 音響効果 - 石川良則、上口昭雄
- 技術協力 - スウィッシュ・ジャパン、テクノマックス、ザ・チューブ
- 上海コーディネート - @rt Music GROUP
- プロデューサー - 加茂忠夫（オフィスクライン）
- 番宣 - 岡仁（テレビ東京）
- デスク - 鈴木夏枝（テレビ東京）
- ディレクター - 相澤雄、木村亮、大森千代美
- AD - 石川千成、黒田和美、由茅奈保美
- 演出 - 本間和美
- コンテンツプロデューサー - 長田隆・森田倫代（テレビ東京）
- AP （アシスタントプロデューサー） - 内田弦・長井誠（よしもとクリエイティブ・エージェンシー）、鈴木美絵（NET WEB）
- プロデューサー - 伊藤隆行（テレビ東京）、竹本夏絵（よしもとクリエイティブ・エージェンシー）、江間浩司（NET WEB）、山田剛寛（NET WEB）
- 制作協力 - 吉本興業、NET WEB
- 製作著作 - テレビ東京

## ネット局
| 放送対象地域   | 放送局         | 系列           | 放送期間                      | 放送曜日・時間    | 遅れ日数 |
| -------------- | -------------- | -------------- | ----------------------------- | ----------------- | -------- |
| 関東広域圏     | テレビ東京     | テレビ東京系列 | 2007年4月14日 - 2009年3月28日 | 土曜26:10 - 26:40 | 制作局   |
| 大阪府         | テレビ大阪     | テレビ東京系列 | 2007年6月30日 - 11月17日      | 土曜18:30 - 19:00 | 77日遅れ |
| 北海道         | テレビ北海道   | テレビ東京系列 | 2007年7月2日 - 2009年3月19日  | 木曜25:30 - 26:00 | 79日遅れ |
| 岡山県・香川県 | テレビせとうち | テレビ東京系列 | 2007年10月8日 - 2009年4月12日 | 日曜24:50 - 25:20 | 15日遅れ |
| 愛知県         | テレビ愛知     | テレビ東京系列 | 2008年1月10日 - 3月27日       | 木曜24:58 - 25:28 | 不明     |
| 福岡県         | TVQ九州放送    | テレビ東京系列 | 2009年4月15日 - 6月24日       | 水曜25:38 - 26:08 | 不明     |